# Rừng Amazon trong đại dịch corona
Đại dịch Coronavirus đã làm trì trệ nền kinh tế toàn cầu, song nạn phá rừng ở Rừng mưa Amazon vẫn đang diễn ra ngày một tệ hơn. trong khi hầu hết những công ty, cửa hàng kinh doanh của Brazil đang đóng cửa vì biện pháp cách ly thì vẫn còn rất nhiều lâm tặc và thợ mỏ tiếp tục làm việc khai thác ở khu vực này mà không có sự cho phép của chính quyền.
Tình trạng phá Rừng mưa Amazon ở Brazil đã tăng lên khoảng 64% vào tháng 4 năm nay (tháng 4 năm 2020) so với tháng 4 năm ngoái, số liệu này được cung cấp bởi Viện quốc gia nghiên cứu không gian của Brazil (Brazil's National Institute for Space Research - INPE). Chỉ tính trong tháng trước (tháng 3 năm 2020), hơn 405,6 kilomet vuông của rừng mưa này đã bị phá hủy - diện tích lớn hơn hai lần so với diện tích của Washington, D.C. ở nước Mỹ.
Hơn 3000 người lính từ Lực lượng Vũ trang Brazil đã được điều động đến rừng Amazon cùng với những viên chức môi trường, để giúp ngăn chặn việc khai thác rừng bất hợp pháp và những hành vi phạm pháp khác gây ảnh hưởng xấu tới rừng mưa, theo như bộ Quốc phòng thông báo.
Tổng thống Jair Bolsonaro trước đây phải đối mặt với sự chỉ trích và lên án từ quốc tế vì nạn phá rừng vẫn tiếp diễn dưới sự kiểm soát của ông.Vị tổng thống chuyên gia kinh tế và chính trị từng hứa hẹn sẽ khai thác tiềm năng kinh tế của khu rừng Amazon.
Vào năm ngoái, sau những đám cháy lớn đốt cháy những viền cỏ lớn trong rừng, Bolsonaro đã bị cáo buộc vì khuyến khích hoạt động của những người chăn nuôi gia súc, thai khác gỗ và đào mỏ bất hợp pháp. Đây là những người đã đốt rừng nhanh chóng để phát quang nhằm lấy đất trồng trọt mùa vụ và chăn thả gia súc. Đến tháng 11 năm 2019, tốc độ phá rừng ở Amazon tăng vọt lên kỉ lục cao nhất trong hơn một thập kỉ vừa qua.
"Chúng ta đang theo dõi tìm một năm khác với kỉ lục phá và đốt rừng ở rừng Amazon," Adriana Charoux, một nhà chiến dịch đấu tranh vì Amazon từng nói trong bài phát biểu báo chí, "Trong tâm của đại dịch corona, Bolsonaro đang tăng cường các hoạt động gây tan rã những khu vực bản địa và dẫn tới nạn phá rừng vì gia tăng sản xuất thịt.
Một trong những biện pháp Bolsonaro đang thúc đẩy hiện tại là Biện pháp Tạm thời 910 (MP 910), một điều luật có thể còn gọi là "những kẻ chiếm đoạt đất đai, những người xâm lấn đất đai nhà nước một cách bất hợp pháp từ năm 2011 đến 2018 để biến thành quyền sở hữu hợp pháp của mình. Biện pháp đã được sắp xếp để bầu chọn trong Quốc hội vào thứ tư, nhưng đã không có đủ số đại biểu tham dự.
Hashtag #NoMP910 trở nên thịnh hành ở Brazil vào thứ tư đối với những nhà môi trường học và người dân Brazil trong việc biểu tình bầu cử. "Đó là đất, là lãnh thổ, là nơi chốn của chúng tôi. Môi trường của chúng tôi không phải là một lợi điểm để thương lượng cho chính trị - cử tri", một nhà hoạt động bản xứ Mayalú Txucarramãe ghi trên tài khoản riêng của cô. "Hãy ngừng lại việc diệt chủng và phá hoại thiên nhiên".
Bolsonaro thường chỉ trích một phần đất đai ở Amazon được phân chia như lãnh thổ bản xứ một cách quá đáng. Trong một sự kiện ở dinh Tổng thống Planalto ở Brasilia vào tháng 2 năm 2020, Bolsonaro đã nói đó là quá lạm dụng khi một phần lớn lãnh thổ bị chiếm hữu bởi các bộ tộc vùng Amazon.